# Ženy u benzinu
Ženy u benzinu je česká komedie režiséra Václava Kubáska z roku 1939.

## Tvůrci
- Námět: Vladimír Zika román Ženy u benzinu
- Režie: Václav Kubásek
- Scénář: Václav Kubásek, Josef Mach
- Hudba: Josef Dobeš
- Kamera: Ferdinand Pečenka
- Střih: Josef Dobřichovský
- Vedoucí produkce: Václav Dražil
- Zvuk: František Pilát
- Další údaje: černobílý, 76 min, komedie